# Luís Otávio Burnier
Luís Otávio Sartori Burnier Pessôa de Mello (São Paulo, 25 de dezembro de 1956 — Campinas, 13 de fevereiro de 1995), mais conhecido como Luís Otávio Burnier, foi um ator, mímico, tradutor, pesquisador e diretor de teatro brasileiro. Foi um dos fundadores e esteve a frente do grupo LUME Teatro até seu falecimento. Em 1993 foi agraciado com a Medalha Carlos Gomes pela Câmara Municipal de Campinas e, desde 1996, dá nome ao mais importante teatro da cidade no Centro de Convivência Cultural de Campinas e sede da Orquestra Sinfônica Municipal de Campinas.

## Biografia
Luís Otávio Burnier morou na cidade de Campinas, onde passou a infância e os primeiros anos de sua adolescência ligado às Artes Plásticas, conhecendo o teatro de forma amadora, participando de algumas montagens e entra no Curso Livre de Teatro do Conservatório Musical Carlos Gomes, neste período conhece a arte de Marcel Marceau, entusiasmado pelo que vira, Burnier passa meses ensaiando frente ao espelho, copiando cada movimento, cena a cena, as fitas de VHS com quadros do mímico, que conseguia emprestado com o Aliança Francesa de Campinas; em 1973 viaja para os Estados Unidos da América, num estágio de seis meses em teatro. Volta com o diploma de Mime Lecture.
Com 17 anos faz os testes admissionais da EAD. Surpreendendo os jurados e os professores, fica em primeiro lugar entre os 140 inscritos, e ganha uma bolsa de estudos para o Mime Mouvement Théâtre, de Jacques Lecoq, em Paris, França.
Em Paris, desestimulado e triste, decide procurar por Marceau, encontra-se com Jean-Louis Barrault, que o convence a desistir disto e o leva para conhecer Étienne Decroux. Durante três anos, Burnier pratica ma École de Mime Etienne Decroux e estuda às tardes no Institut d’Etudes Théâtrales da Université de La Sorbone Nouvelle – Paris III. Às noites, estuda francês e assiste muitos espetáculos.
Em 1976, vem ao Brasil, de férias e com um espetáculo pronto: Curriculum – espetáculo de Mímica Corporal Dramática, que junto com o mimo israelense Giora Seeliger, apresentava uma adaptação da história de Caim e Abel, colocando-os dentro da sociedade de consumo. Em 1977, é contratado pelo próprio Decroux para ser monitor em suas aulas. Em 1983, volta definitivamente para o Brasil, depois de ter passado dois anos percorrendo a América do Sul, pesquisando seu novo espetáculo: Macário, inspirado num conto do autor mexicano Juan Rulfo, apresentando-o no Brasil, França, Peru e Argentina.
Em 1984, é convidado a ministrar a disciplina Treinamento de Ator, no então, Curso de Teatro da Unicamp; e casa-se com Denise Garcia, musicista, com quem irá desenvolver muitos trabalhos; e também, com quem, junto com Carlos Simioni, funda o LUME, em 1985. No mesmo ano é convidado a participar da 3ª edição da ISTA na França, e também participa da 6ª edição, em 1987, na Itália.
Em 1988, apresenta ao público as possibilidades do uso do holograma em cena, em parceria com o Professor J.J. Lunazi e seus estudos sobre tecnologia óptica. Em 1989 é tema e ator do primeiro filme 3D realizado no Brasil: Mímicas por Luís Otávio Burnier.
Em 1994, ele organiza a 8ª edição da ISTA na cidade de Londrina, Paraná. Sendo a única sessão realizada nas Américas até hoje.
Em 1995, apresentando há 10 dias o sintoma de uma dor intensa, e sendo diagnosticado com uma hérnia de disco, Luís Otávio Burnier morre, com 38 anos de hepatite B, segundo os laudos médicos. Luis Otávio era irmão mais velho do Jornalista José Roberto Burnier.

## Pesquisas
Pesquisando diversas manifestações teatrais como a Ópera de Pequim e conhecendo in loco os trabalhos de Grotowski, Eugenio Barba e outros artistas; ao retornar ao Brasil, se empenha em desenvolver uma técnica corpórea de encenação baseada na fisicalidade das manifestações populares. Redireciona seus estudos para a criação de uma técnica pessoal de representação que pudesse ser retransmitida, o que o leva a fundar o LUME. Suas novas pesquisas o levam a desenvolver as bases do que chamou de “A arte de ator”: Dança pessoal, Mímesis corpórea e Clown. Que foram minuciosamente explicadas na sua tese de doutorado: “Elaboração, codificação e sistematização de técnicas corpóreas e vocais de representação para o ator.”:

### Dança Pessoal
Resultado do treinamento energético, que visa dinamizar as potencialidades do ator.
A sua eficácia foi comprovada nos espetáculos:
- Kelbilim, o cão da divindade[11]
- Cnossos, inspirado no mito do Minotauro, se trata de uma representação de um labirinto de memórias.[12]

### Mímesis Corpórea
Ato do ator de re-criar e re-apresentar com o seu próprio corpo, as in-tensões, élan, impulsos, movimentos e seu ritmo, além das qualidades e níveis de energia e da organicidade das ações físicas executadas por outrem.
Foi utilizada para a construção dos espetáculos:
- Wolzen, adaptação de Valsa nº 6, de Nelson Rodrigues
- Taucoauaa Panhé Mondo Pé (do qual o espetáculo Café com Queijo retomou partes).[14]

### Clown
Expressão e exposição das fraquezas, do ridículo e patético de cada um.
Segundo o Lume o clown é lírico, inocente, ingênuo, angelical e frágil. Burnier  esclarece  que o clown não interpreta, ele simplesmente é. Ele não é uma personagem, ele é o próprio ator expondo seu ridículo, mostrando sua ingenuidade. Na busca desse estado, o ator, portanto, não busca construir um personagem, mas sim encontrar essas energias próprias, buscando transforma-las em seu corpo. Para tanto, cada ator desenvolve esse estado pessoal, de clown, com caracteristicas particulares e individuais.
Esta pesquisa foi apresentada ao público na forma dos espetáculos
- Valef Ormos (1992).
- Mixórdia em Marcha-Ré Menor (1995)
- Cravo, Lírio e Rosa (1996)

## LUME
Em 1985, Luís Otávio Burnier, com graduação, passa a ser docente do Departamento de Artes Cênicas da Unicamp, e nesse quadro funda o LUME – Laboratório Unicamp de Movimento e Expressão. Inicialmente havia apenas um ator: Carlos Simioni. Em 1988 apresentam o seu primeiro resultado cênico: Kelbilin, e o ator Ricardo Puccetti inicia seu treinamento e trás para o grupo sua pesquisa sobre a arte do palhaço. Em 1992 Burnier ministra o seu primeiro curso de palhaço e bufão com Katherine Nakad Chuffi, Luciene Domenicone, Fernando Faria, Milena Milena, Ricardo Puccetti, Pérola Regina, Clélia Rinaldi, Ricardo Romero, Valéria de Seta, Carlos Simioni, e apresenta trabalhos a partir dessa pesquisa: o espetáculoValef Ormos (com 3 atores) e um outro espetáculo num evento cultural no metro de São Paulo (com os integrantes do curso). Em 1993, Burnier é convidado pela turma de formandos em artes cênicas da Unicamp (Katherine Nakad Chuffi, Ana Cristina Colla, Renato Ferracini, Andréa Ghilardi, Raquel Scotti Hirson, Fábio Leirias, Marli Marques, Fátima Cristina Moniz, Gabriel Braga Nunes, Jesser de Souza, Ana Elvira Wuo) para a montagem do espetáculo de formatura e Burnier convida os integrantes de seu grupo de pesquisa nesse projeto de formatura. Alguns dos alunos continuam na Unicamp e outros farão teatro e-ou cinema em grupos, universidades e quadros de pesquisa diversos. Em 1994 o LUME é reconhecido como Núcleo Interdisciplinar de Pesquisas Teatrais da Unicamp. Em 1995, após a morte de Burnier, Ana Cristina Colla, Renato Ferracini, Raquel Scotti Hirson, Jesser de Souza, Ana Elvira Wuo se tornam membros do núcleo; e Ricardo Puccetti estreia seu primeiro trabalho solo: Cnossos. Dando continuidade a pesquisa sobre o Sentido Cômico, Simioni e Puccetti estreiam Cravo, Lírio e Rosa em 1996. Decididos a manterem suas pesquisas individuais e a trabalharem com diretores convidados, em 1997 trabalham com a mestra de Butoh Anzu Furukawa, e apresentam o espetáculo Afastem-se Vacas que a Vida é Curta, inspirado na obra Cem Anos de Solidão de Garcia Marques. No mesmo ano, Puccetti estréia La Scarpetta (Spettacolo Artístico), dirigido pelo mestre italiano Nani Colombaioni, e a atriz Ana Elvira Wuo deixa o grupo. Em 1998, a atriz inglesa Naomi Silman entra no grupo, e com esta formação o grupo apresenta no mesmo ano o espetáculo Parada de Rua, com direção de Kai Bredholt, ator do Odin Teatret da Dinamarca. O grupo mantém a mesma formação até o presente momento. Para comemorar os 25 anos de fundação, em 2010, o LUME convida parceiros, discípulos e amigos para uma montagem coletiva, sob a direção de Ricardo Puccetti e Naomi Silman: Sonho de Ícaro, sendo apresentado em duas sessões para um público de mais de 1 mil pessoas. com mais de 70 artistas em cena.

Trabalhando com diretores convidados, ou sendo dirigidos por membros internos, o LUME mantém-se ativo, apresentando e estreando diversos espetáculos. Seus cursos e oficinas, oferecidos anualmente, são procurados por pessoas do mundo todo. Cada um dos 07 atores do LUME desenvolve suas próprias pesquisas pessoais e mantém as pesquisas cênicas coletivas.

### Espetáculos
Durante sua existência, o Lume criou os seguintes espetáculos: 
Macário (1985), dir. Luis Otávio Burnier.

Duo para Piano e Mímica (1985), dir. Luis Otávio Burnier

Guarani (1986), dir. Luis Otávio Burnier.

Kelbilim, o cão da divindade (1988), dir. Luis Otávio Burnier

H2 Olos (1988), dir. Luis Otávio Burnier

Nostos (1990), dir. Luis Otávio Burnier

Wolzen (1991), dir. Luis Otávio Burnier

Sleep e Reincarnation from the Empty Land (1991), dir. Natsu Nakajima

Valef Ormos (1992), dir. Luis Otávio Burnier

Taucoauaa Panhé Mondo Pé (1993), dir. Luis Otávio Burnier

Anoné (1995), dir. Carlos Simioni

Mixórdia em Marcha-Ré Menor (1995), dir. Ricardo Puccetti

Cnossos (1995), dir. Luis Otávio Burnier

Contadores de Estórias (1995), dir. Ricardo Puccetti

Cravo, Lírio e Rosa (1996), dir. Carlos Simioni e Ricardo Puccetti

Afastem-se Vacas que a Vida é Curta (1997), dir. Anzu Furukawa

La Scarpetta (1997), dir. Nani Colombaioni e Ricardo Puccetti

Parada de Rua (1998), dir. Kai Bredholt e LUME

Café com Queijo (1999), dir. LUME

Um Dia... (2000), dir. Naomi Silman

Shi-Zen, 7 Cuias (2004), dir. Tadashi Endo

O não lugar de Ágada Tchainik (2004) dir. Sue Morisson

O que seria de nós sem as coisas que não existem (2006) dir.Norberto Presta

Sopro (2006) dir. Tadashi Endo

Kavka - Agarrado num traço a lápis (2007) dir. Naomi Silman

Você (2009) dir. Tadashi Endo

Sonho de Ícaro (2010)

Os Bem Intencionados (2012) dir. Grace Passô
Alphonsus (2013) dir. Ana Cristina Colla

## Livros
Ele traduziu e foi editor responsável pela publicação no Brasil, de dois livros de Eugênio Barba:
- Além das Ilhas Flutuantes
- A Arte Secreta do Ator - dicionário de antropologia teatral

E teve sua tese de doutorado publicada, atualmente na segunda edição, após seu falecimento:
- A arte de ator: Da técnica à representação